# Stripmaker der Nederlanden
Stripmaker der Nederlanden (tot 2025 Stripmaker des Vaderlands) is een functie en eretitel in Nederland, gelijk Dichter der Nederlanden.
In februari 2025 is de titel gewijzigd van 'Stripmaker des Vaderlands' in 'Stripmaker der Nederlanden'. Dit gebeurde op verzoek van de verschillende dragers, namelijk Babs Gons (dichter), Anne-Maartje Lemereis (componist), Mirella Klomp (theoloog), Marwan Magroun (fotograaf), Marjan Slob (denker) en Jan Vriends (stripmaker), vanwege "een gedeeld ongemak over een term (vaderlands) die als gedateerd wordt ervaren".

## Geschiedenis
Op het Stripfestival van Breda van 2016 won het idee om een Stripmaker des Vaderlands aan te stellen de Stripcultuurbeurs, een stripprijs ingesteld door de gemeente Breda in 2014. Dit leidde tot het oprichten van de stichting aaStrips op 18 mei 2017. Het doel is om strips meer onder de aandacht te brengen, onder meer door projecten en activiteiten te ontwikkelen.
De eerste Stripmaker des Vaderlands, Margreet de Heer, werd in 2017 voor drie jaar aangesteld. De Heer had zich onder meer tot doel gesteld strips op de literatuurlijst van middelbare scholen te krijgen. In november 2018 publiceerde ze  de Graphic Novels voor de Leeslijst. Daarnaast zorgde ze onder meer voor (gratis) lesmateriaal in stripvorm en bedacht ze een nieuw genre: het stripinterview, waarin een interview in stripvorm wordt weergegeven.
Op 1 januari 2021 volgde Herman Roozen De Heer op als Stripmaker des Vaderlands. Roozen kondigde aan meer strips in de bibliotheek te willen krijgen.
Roozen wordt met ingang van 1 januari 2024 opgevolgd door Jan Vriends. Onder het motto ‘Strips, een serieuze zaak!’ wil Vriends het vak van stripmaken onder de aandacht brengen van een zo groot mogelijk publiek, en organisaties inspireren om met stripmakers samen te werken.

## Stripmakers
| Stripmaker       | Periode in functie |
| ---------------- | ------------------ |
| Margreet de Heer | 2017– 2020         |
| Herman Roozen    | 2021 – 2023        |
| Jan Vriends      | Vanaf 2024         |